# Inigo Jones

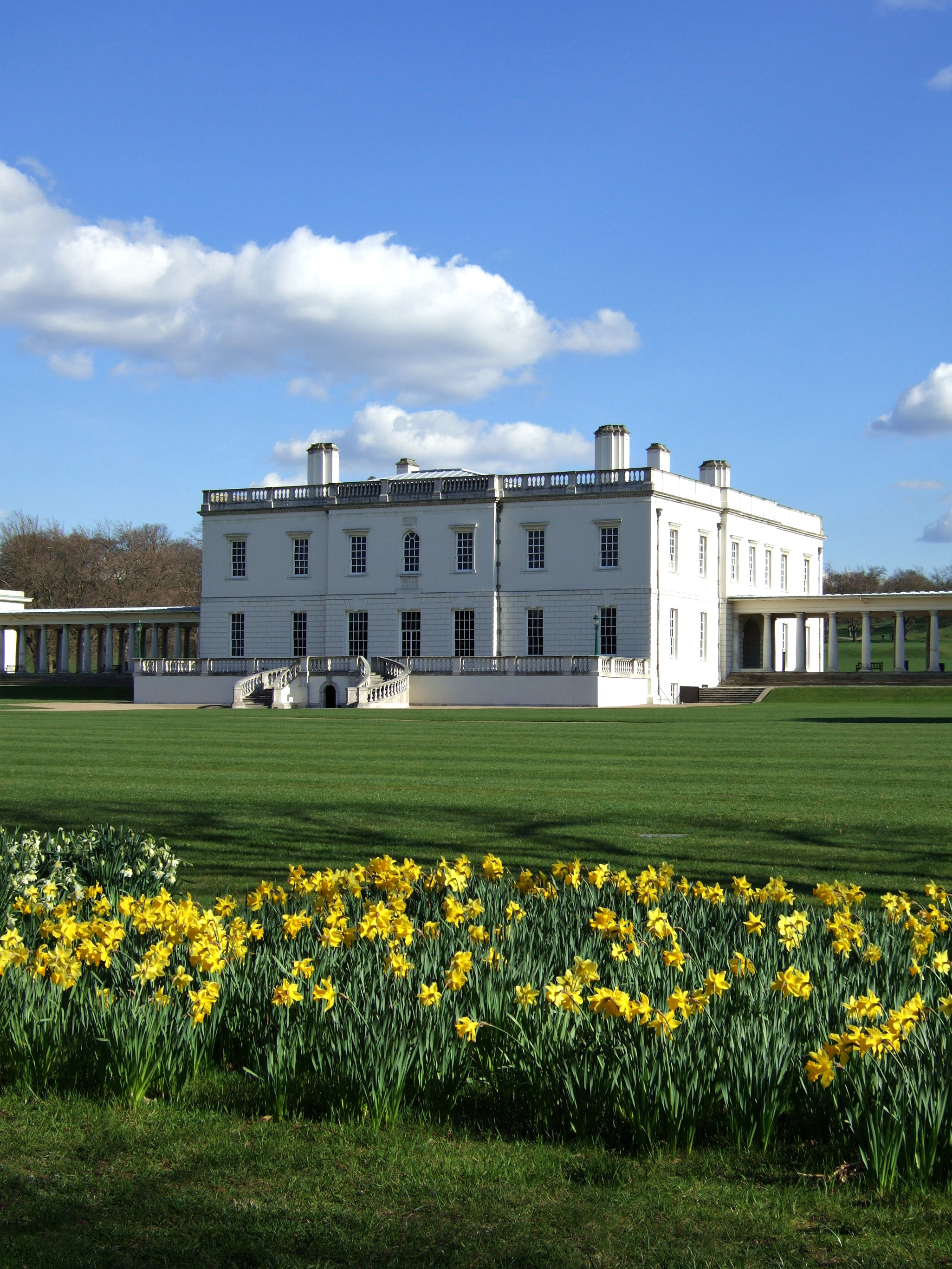
Queen’s House w Greenwich

Inigo Jones (ur. 15 lipca 1573 w Londynie, zm. 21 czerwca 1652 tamże) – angielski architekt, autor scenografii teatralnej. Zerwał z dotychczasowym manierystycznym, na poły gotyckim budownictwem jakobińskim, wprowadzając pojęcie palladianizmu. Jako pierwszy wprowadził do Anglii ideały, a nie tylko język dekoracji włoskiego renesansu. Odegrał podobną rolę do Albertiego – wierzył, że architektura jest sztuka wyzwoloną, a nie po prostu rzemiosłem, oraz że każdy architekt powinien odbyć podróż do Italii. Zainicjował zawód architekta w Anglii, gdzie przedtem budowle były projektowane przez budowniczych i geometrów.

## Życiorys
W 1603 odbył podróż do Włoch, gdzie na dworze Medyceuszów we Florencji studiował projektowanie scenografii. Dziesięć lat później jeszcze raz udał się do Włoch, tym razem w towarzystwie Thomasa Howarda, pierwszego angielskiego konesera sztuki. We Włoszech podziwiał szesnastowieczną architekturę w Vicenzy, Wenecji, Padwie, Genui a przede wszystkim w Rzymie, gdzie studiował antyczne budowle z traktatem Palladia „I Quadttro Libri” w ręku. Udało mu się nabyć rysunki Palladia publicznych i prywatnych budowli, co miało ogromne znaczenie dla przyszłości architektury angielskiej, a także poznać Scamozziego, który we własnych budowlach starał się oczyścić styl Palladia elementów manierystycznych.
W 1615 został mianowany głównym nadzorcą budowli królewskich, jego pierwszą realizacją na tym stanowisku był Queen’s House w Greenwich, rozpoczęty w 1616 dla królowej Anny Duńskiej. W planie sugerował się nieco willą medycejską w Poggio a Caiano Sangalla z końca XV w., ale wzorem dla fasady południowej z jej loggią jest Villa Molini pod Padwą Scamozziego z końca XVI w. Można też powiedzieć, że jest to uproszczone, skromne naśladownictwo północnowłoskiej willi z palladiańską lożą w górnej kondygnacji według wzoru Palazzo Chiericati w Vicenzy Palladia. Zupełnie białe elewacje Queen’s House, oddziałujące nie dekoracją, lecz doskonałymi proporcjami między oknami i ścianą.

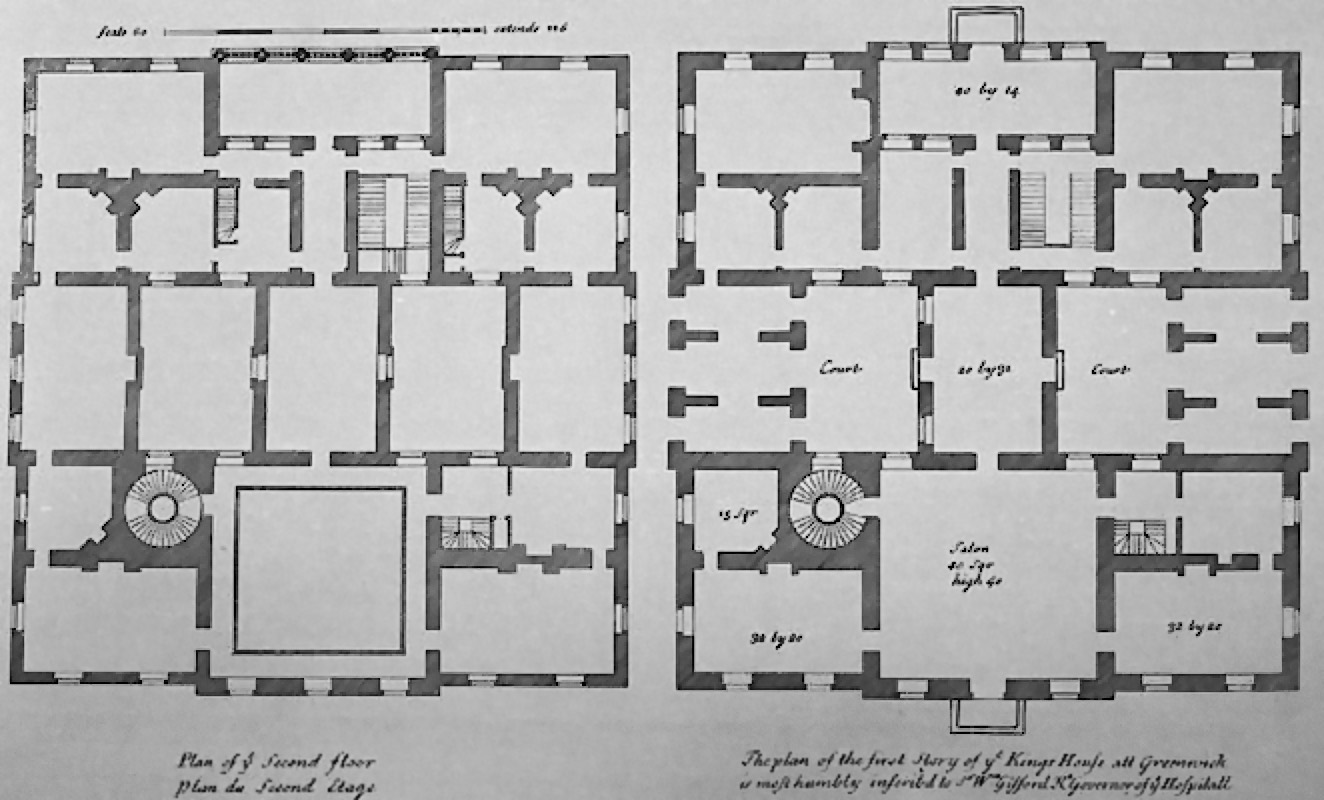
Queen’s House w Greenwich, plan

W 1619 rozpoczął pracę nad nowym Banqueting House dla Jakuba I, budowanym w londyńskiej dzielnicy pałacowej Whitehall, dla której nowa, klasycznie wyszukana fasada, nawiązująca do pałaców miejskich Palladia w Vicenzy, stanowiła uderzający kontrast. Wnętrze zostało zaplanowane tak, by przypominać rzymską bazylikę wywodzącą się z Witruwiusza (poprzez Palladia) – o doskonałych proporcjach zdwojonego sześcianu 110 na 55 stóp.
Queens Chapel to katolicka kaplica, którą Jones dobudował w latach 1623-1627 do Saint James’s Palace. Budynek wydaje się, być skrzyżowaniem celli rzymskiej świątyni i domu Palladia. Z pewnością ani z zewnątrz, ani wewnątrz kaplica nie przypominała żadnej budowli sakralnej w kraju.
Drugą istotną realizacją sakralną Jonesa było wzniesienie w latach 1634-1640 przy fasadzie zachodniej starej katedry św. Pawła największego na północ od Alp portyku. Wystawny koryncki porządek wzorowany był tu na świątyni Antonina i Faustyny w Rzymie, natomiast pomysł wielkiego portyku bez frontonu, o wysokości połowy całej budowli, architekt zaczerpnął z rekonstrukcji Palladia świątyni Wenus i Romy. Portyk został pomyślany w skali, która zdumiała współczesnych. Była to pierwsza angielska budowla od czasów sprzed reformacji mogąca rościć sobie prawo do rangi europejskiej. Reprezentowała ona pierwszy prawdziwy renesans świetności świata starożytnego.

## Główne dzieła
- Queen’s House w londyńskim Greenwich rozpoczęty w 1616
- sala bankietowa pałacu Whitehall rozpoczęta w 1619 dla Jakuba I
- Queens Chapel, katolicka kaplica, dobudowana do Saint James’s Palacew latach 1623-1627
- portyk przy fasadzie zachodniej starej katedry św. Pawła w 1634-1640
- współprojekt Covent Garden

W zakresie scenografii najbardziej istotna jest jego współpraca z dramatopisarzem Benem Jonsonem.